# Shaun Easthope
Shaun Easthope (sinh ngày 23 tháng 5 năm 1981) là một cầu thủ đến từ Samoa. Anh chơi ở vị trí tiền vệ cho đội tuyển quốc gia tại Vòng sơ loại World Cup 2014 khu vực Châu Đại Dương.

## Liên kết khác
Shaun Easthope tại National-Football-Teams.com